# 韩云波
韩云波（1935年—2021年），第12任中国女排主教练，球员时代曾随八一排球队接受周恩来总理的会见，后担任八一女排主教练，1975年担任中国女排主教练并夺得第一届亚洲女子排球锦标赛第3名，之后担任袁伟民在中国女排的助教，退休后长期协助八一女排和北京一零一中学女子排球队的排球训练工作，培养出赵蕊蕊、刘晓彤等优秀女排运动员。

## 评价
中国排球协会：韓雲波曾擔任八一女排和中國女排教練，為國家培養了大批優秀女子排球運動員。退休后仍工作在排球第一線，為我國的排球事業發展做出積極貢獻。